# 藤田大介
藤田 大介（ふじた だいすけ、1981年11月20日 - ）は、日本テレビのアナウンサー。

## 略歴
神奈川県横浜市出身。玉川学園小学部、中学部を経て、慶應義塾高等学校に入学。後の塾長安西祐一郎のアドバイスで、文系から理系に転身。1999年には慶應義塾より「塾長賞」を授与された。慶應義塾大学理工学部、慶應義塾大学大学院理工学研究科前期博士課程に進み、主に人工知能や視覚障害者支援の研究を行った。
2005年4月、慶應義塾大学大学院理工学研究科を中退し、日本テレビへ入社。入社後は、報道系・情報系・スポーツ実況など幅広く担当。主な担当番組は『oha!4』『スッキリ!!』『news every.』。
2013年10月より自らが企画したCS日テレプラスオリジナル番組「鉄道発見伝 鉄兄ちゃん藤田大介アナが行く！」がスタート。鉄道好きサラリーマン達が全国の鉄道に乗りまわり旅する番組。
2014年7月には「スッキリ!!」の企画の中から「アナサー男子三人衆」（森圭介、藤田大介、青木源太）として『俺たちの、「理不尽（プライド）」』でＣDデビューを果たした。
2014年末をもって、7年間務めた『スッキリ!!』を降板。翌年から『news every.』へ移籍し、加藤聡の後任として現場リポーターを担当。『news every.』リポーターは歴代キャスターの中で最長の4年9ヶ月。藤田を最後に、日本テレビアナウンサーのリポーター担当は無くなった（2021年末時点）。
2019年10月より、報道キャスター担当。『NNNストレイトニュース』と『news every.サタデー』を担当。同月より「クイズ小学5年生より賢いの？」の番組解説ナレーションを担当。
2021年1月より、「藤田大介アナの日テレ鉄道NEWS」を報道局内で立上げ。報道局有志で制作し不定期に更新。コロナ禍の苦しむ全国の鉄道会社を助けることが企画の目的。2022年4月より、「ろくにんよれば町内会」のナレーションを担当。

## 人物
- 身長175cm。小学生の時に見た「アメリカ横断ウルトラクイズ」の感動を忘れられず、高校、大学ともに放送部に所属しアナウンサーの道へと進む。
- 趣味は鉄道・各駅停車の旅（乗り鉄）。鉄道検定3級、時刻表検定4級を所持。また、スキューバダイビングのライセンスも所持している。[4]
- 2021年5月には、防災士の資格を。11月には休暇を利用して、1級小型船舶操縦士の免許を取得した[5]。
- ラジオパーソナリティの有村昆は玉川中学部の5期先輩であり、藤田が高校時代にFM番組制作した際に出会ってから親交がある。

### 高校・大学時代
- 藤田大介は高校時代にはFMヨコハマ、大学時代にはTOKYO FMなどのラジオ放送局の番組に学生パーソナリティとして参加していた。
- 大学時代、出身校の所在地である日吉にある地下防空壕のドキュメンタリー映画『わが足の下』を制作し、日吉の地下防空壕保存運動の火付け役となる。映画は慶應義塾高校と大学日吉図書館に保存されている。
- 藤田大介は、日本テレビアナウンサーになる直前の2005年までは塾講師として数学を教えていた。その時、生徒たちから「ラビット」の愛称で呼ばれていた。これは授業で良問を解説する時に飛び跳ねていたことから生徒に名付けられた愛称である。また、受け持った生徒には藤田大介は数学の公式をまとめたプリントを配布していた。
- また「MC WIZARD featuring DJ ダイスケ」という形でインディーズCDデビューも果たしている。やってみたいのは少年少女の夢・青春を応援する番組。2005年10月から4年間日テレNEWS24のキャスターを務め、このうち2008年9月までは唯一の男性キャスター及び現役の局アナであった。

### 日本テレビ入社後
- 「Newsリアルタイム」キャスターの近野宏明や、読売テレビアナウンサーの山本隆弥と同じく鉄道好きでもある。好きな車両はN700系新幹線である（「スッキリ!!」でも出演者テロップで紹介されている）。2013年11月よりCS日テレプラスで放送されている「鉄道発見伝 鉄兄ちゃん藤田大介アナが行く!」は鉄道好きの藤田自身が企画を持ってきたものである。
- 高校時代に『全国高等学校クイズ選手権』（高校生クイズ）に参加経験がある。第30回からMCとして登場。第30回に関しては「4代目総合司会候補」として辻岡義堂と桝太一の3人で争う形で四国・岡山、静岡、北海道大会の代理MCを担当した。[6] 第31回以降、「ZIP!」等で地区大会が出来ない桝アナの代理MCとして地区予選を担当。毎年、日テレアナウンサーの中で最も多くの地方大会MCを担当している。[7]
- 2010年10月14日、レギュラー出演していた『スッキリ!!』の放送で、フリーアナウンサーの蒼井ゆみことの結婚を生報告した[8]。蒼井は「藤田ゆみこ」に改姓している。
- 2012年5月には、夫人が第一子となる女児を出産し、現在は1児の父。
- 家族3人で絵を描く様子が、日テレのリレーエッセイに綴られている。[9]
- 2019年10月、「news every.」リポーターを卒業後は、「NNNストレイトニュース」「news every.サタデー」などスタジオニュースキャスター中心で出演している。同時期に日本テレビのイベント「天空ノ鉄道物語」の企画立案者として 六本木ヒルズ52階森アーツセンターギャラリー＆スカイギャラリーで4ヶ月間鉄道イベントを開催。52階全エリアを使った前代未聞の規模で開催された。
- 2020年12月から鉄道好きの趣味をいかし「日テレNEWS24」サイト上で「藤田大介アナの日テレ鉄道NEWS」を開始。報道局が取材する鉄道関連のニュースを独自の視点で再編集して伝えるCSとWEBに特化した番組だ。
- ヘリコプターで上空から「新幹線MAXのラストラン」を高崎から１時間実況中継したり、「全国鉄道模型コンテスト大会」を取材し、ニュースサイトでの展開でありながら、YouTube10万回再生以上の人気を誇る。編集やナレーションも藤田自身が行っているものもあるという。(YouTube動画より)
- 2023年4月から「DayDay.」を担当。情報番組の担当は約8年ぶりとなる。
- 2024年4月から「NNNストレイトニュース」を月〜木の帯で担当。
- 2024年4月から「ミヤネ屋ニュース」の月曜日を担当。理系知識を生かした解説がネット記事でも話題に。

## 出演番組
太字は出演中

### 日本テレビアナウンサー

#### 地上波放送
- あさ天サタデー
- 企業Gメン
- からだ元気科
- 午後は○○おもいッきりテレビ
- 日テレNEWS24（アフタヌーンジャーナル、朝いちニュース、ニュース30などを担当）
- おもいッきりDON!（火曜・中継担当）
- DON!DON!ポシュレ（ナレーション）
- NNNニュース&スポーツ（2008年12月27日・28日、2010年1月1日 - 3日・12月29日・30日、2012年1月1日、2013年1月1日、2014年1月1日 - 3日・12月29日・30日、2015年12月28日 - 30日、2018年12月29日、2019年12月28日・30日、2021年12月28日 - 30日、2023年1月2日・3日、2024年1月1日）- キャスター
- NNNニュースサンデー（2010年7月4日 - 2011年7月17日・2014年4月6日 - 12月7日・2021年7月11日 - 、シフト担当）
- 日テレNEWS24（不定期）
- Oha!4 NEWS LIVE（日テレNEWS24(CS)・日本テレビ系列）[10]
  - 木・金曜担当（2011年4月1日 - 9月30日）
  - 月 - 水曜担当（2011年10月3日 - 2012年3月28日）
  - 火曜担当（2013年4月2日 - 9月24日）
- スッキリ!!（水曜「スッキリ!!商品開発部」、木曜「スッキリ!!ハウジング」、金曜「とことんスッキリ!!調べ隊」、「デトックス・スポーツハイパー」担当）
- NEWS ZERO（スポーツコーナーナレーション）
- PON!PON!ポシュレ（ナレーション）
- デイリープラネット（日テレNEWS24） - 月曜日・火曜日担当
- NNN ストレイトニュース
  - 豊田順子の代理（2014年6月22日、2023年6月4日）
  - 木・金曜担当（2018年10月4日 - 2020年4月10日）
  - 矢島学の代理（2020年3月11日、2023年1月10日・3月14日）
  - 隔週帯で、杉上佐智枝と共に担当[11]（2020年4月20日 - 6月5日）
  - 水・木曜担当[12]（2020年6月17日 - 2024年3月28日）
  - 安藤翔の代理（2021年10月29日）
  - 月 - 木曜担当（2024年4月1日 - ）
- news every.
  - フィールドキャスター（2015年1月5日 - 2018年9月28日）
  - 土曜版メインキャスター（2018年10月6日 - 2020年9月26日[13]）
  - ナレーター（2021年10月4日 - 2023年3月）
  - 年末年始版メインキャスター（2021年12月28日 - 12月31日）
- the SOCIAL（2018年10月2日 - 2020年12月22日、日テレNEWS24、火曜キャスター）
- 日テレアップDate!（司会、2019年10月 - 2023年4月16日）
- クイズ!あなたは小学5年生より賢いの?（ナレーター、2019年10月 - 2024年3月）
- 所さんの目がテン!（2021年11月 - 、鉄道企画プレゼンター）
- ヒルナンデス!（2022年1月14日・20日・10月20日、2023年3月9日・30日・4月20日・5月3日・11日・24日・6月29日・7月13日・8月23日、2024年2月22日・28日） - ニュースキャスター
- ろくにんよれば町内会（2022年4月 - 2023年3月、ナレーター）
- DayDay.（2023年4月3日 - 2024年3月26日）- 月・火曜コーナー担当
- 情報ライブ ミヤネ屋 - ニュースキャスター
  - 後呂有紗の代理（2023年7月12日）
  - 月曜担当（2024年4月1日 - ）
- Going!Sports&News（2023年10月28日） - 杉原凜（ニュースコーナー）の代理

#### テレビドラマ
- 逃亡医F 第1話（2022年1月15日）

#### BS/CS放送
- ボウリング革命 P★League（BS日テレ）
- 鉄道発見伝 鉄兄ちゃん藤田大介アナが行く!（日テレプラス、MC・企画、2013年10月 - 2023年4月25日）
- スポーツ中継（MotoGP）（BS日テレ・日テレジータス）
- 友近・礼二の妄想トレイン（BS日テレ）（2020年6月29日・#4「スーパーはくとで行く鳥取の旅」[14]）

### ラジオ
- 日テレアナザ・ワールド（ラジオ日本）

### インターネット配信
- 藤田大介アナの日テレ鉄道NEWS（企画・出演・制作）（日テレNEWS24）
- 藤田大介アナのテツ道中（企画・出演）（日テレ鉄道部）
  - 鉄道に乗って旅するアポ無しの珍道中旅。
- 藤田大介アナの #鉄コミュ（企画・出演）（日テレ鉄道部）
  - 鉄道界の識者にインタビューしコミュニティを広げる番組。

### イベント
- Liella!のちゅーとりえらいぶ（司会）（2025年7月5日・6日）

### 日本テレビ入社前

#### ラジオ
いずれも日本テレビ入社前。なおこれまでのところ、日テレ関連のアール・エフ・ラジオ日本の番組にはレギュラー出演していない。
- CNB es WAVE（渋谷スペイン坂スタジオにて生放送。TOKYO FM／JFN）2001年7月 - 11月
- CNB es WAVE Tuesday（JFN／ミュージックバード）2001年12月 - 2002年12月
- Time Style Book（FM-salus）2003年10月 - 2005年3月

## 映画
- コクリコ坂から（2011年）（声の出演 [15]）

## 配信
- 鉄道発見伝 presents 「会いたい鉄道にリモートで直撃！！」（日テレプラスYoutube）（2020年5月31日生配信）
- 「藤田大介アナの日テレ鉄道NEWS」（2021年1月 - ）

## 受賞
藤田が企画や出演で関わった番組が表彰されている。
- スカパー!アワード ココロ動いた番組賞 2014　（「鉄道発見伝　鉄兄ちゃん藤田大介アナが行く！」で受賞）
- 第11回衛星放送協会オリジナル番組アワード「編成企画部門」最優秀賞受賞（「鉄道発見伝　鉄兄ちゃん藤田大介アナが行く！」で受賞）
- 第64回日本科学技術映像祭「科学技術館館長賞」受賞（「所さんの目がテン」で受賞）2023年